# ASKÖ Linz Steg
Der ASKÖ Linz Steg ist ein österreichischer Sportverein aus Linz in Oberösterreich, der durch seine Frauenvolleyballabteilung bekannt ist. Der Verein wurde 1972 gegründet und ist Mitglied des Oberösterreichischen Volleyball Verbandes. Die Heimspiele werden im Georg von Peuerbach-Gymnasium und in der TipsArena Linz ausgetragen, die Vereinsfarben sind gelb und schwarz.

## Geschichte
Die Olympischen Spiele 1972 fanden in München statt, bei denen unter anderem Frauenvolleyball im Programm war. Diese Spiele sah Renate Hackl und suchte und fand neun Frauen, die bereit waren, diese Sportart auszuüben. Es wurde eine eigene Sektion beim ASKÖ Linz Steg gegründet. Es bildete sich auch ein Herrenteam, das ihr Ehemann Fritz Hackl betreute. Gleichzeitig trainierte der Sport- und Mathelehrer Peter Gruber vom BG/BRG Linz-Urfahr (heute GEORG VON PEUERBACH-GYMNASIUM) junge Mädchen für die 1. Bundesligameisterschaften in Innsbruck, bei der der Verein die Bronzemedaille gewann. 1979 beschlossen Gruber und Hackl unter einer sportlichen Leitung den Volleyballsport in Linz voranzutreiben.

## Erfolge
- 4 × Österreichischer Frauen-Meister: 2019, 2021, 2022, 2023
- 1 × CEV-Pokal, Viertelfinale: 2012/13
- 4 × Österreichischer Cupsieger: 2008, 2009, 2011, 2019

## Auszeichnungen (Auszug)
- 2022: Mannschaft des Jahres (Volleyball)[2]